# 기부금품모집규제 사건
기부금품모집규제 사건(2010.2.25. 2008헌바83 [합헌])은 대한민국의 헌법재판소 판례이다.

## 사실관계
청구인은 소각 잔재물 매립 반대 투쟁위원회의 전직 위원장, 전직 사무국장으로 허가를 받지 않고, 인터넷 홈페이지 및 전단지 등을 통해 위 투쟁위원회의 투쟁기금을 모집한다는 광고를 하여 불특정 다수의 지역주민이나 상가 입주자들로부터 2억 3천여만 원의 기부금품을 모집하였다는 이유 등으로 기소되어 유죄판결을 선고받았다. 청구인들은 이에 불복하여 항소하면서, 청구인들에게 적용된 구 기부금품모집규제법 제15조 제1항 제1호 및 제4조 제1항, 제2항에 대해 위헌법률심판제청신청을 하였으나 기각되자 이 사건 헌법소원심판을 청구하였다.

## 주문
합헌

## 이유

### 기부금품 모집의 허가

##### 허가의 성질
허가제가 법률에 의한 기본권 제한에 해당하는 이상 헌법 제37조 제2항의 과잉금지원칙에 합치되어야 하고, 또한 기본권의 본질을 침해하여서는 아니된다.

##### 이 사건 허가조항의 성격 및 허가요건의 설정
우리 헌법 제10조 전문은 "모든 국민은 인간으로서의 존엄과 가치를 지니며, 행복을 추구할 권리를 가진다"고 규정하여 행복추구권을 보장하고 있으므로, 기부금품의 모집행위는 행복추구권에서 파생하는 일반적인 행동자유권에 의하여 기본권으로 보장된다 할 것이다. 허가절차에 규정된 법률요건을 충족시킨 경우 기본권의 주체에게 기본권행사의 형식적 제한을 다시 해제할 것을 요구할 수 있는 법적 권리를 부여하여야만 한다. 법상 기부금품의 모집과 관련한 다른 구체적인 허가의 요건에 관한 규정이 없는 이상 허가권자로서는 법 제4조 제2항이 허가의 대상으로 정한 사업에 대하여 기부금품 모집허가 신청이 있는 때에는 이를 허가하여야 할 것이다.

### 이 사건 허가조항에 대한 판단

##### 과잉금지원칙 위배 여부
입법목적의 정당성과 수단의 적합성
자칫 사기나 강박, 또는 허위, 과장광고로 공공질서에 위해가 초래될 수 있으므로 이 사건 법률조항들이 무분별한 기부금의 모집을 방지하기 위해 적합하다.
침해의 최소성
허가를 재량행위로 형성하여 이 사건 허가조항은 기속적인 기부금품 모집허가를 규정하고 있다.
기부금품 모집을 허가해야 할 사업의 범위를 매우 포괄적이고 일반적으로 규정한다.
일반적으로 투명성 확보가 어려운 사업에 대해 일정한 공익 목적을 전혀 요구하지 않는다면 기부금품의 무분별한 모집과 적정한 사용을 담보하기 어렵다고 할 것이고, 달리 절차적이고 방법적인 통제만으로 위와 같은 입법목적 달성이 충분히 이루어질 수 있다고 단언하기 어렵다.
법익의 균형성

##### 평등원칙 위배 여부
후자의 집단에서 전자의 집단을 배제하고 있지 아니하다.